# Andriej Miezin
Andriej Anatoljewicz Miezin (ros. Андрей Анатольевич Мезин; błr. Андрэй Анатольевiч Мезiн – Andrej Anatoljewicz Mezin; ur. 8 lipca 1974 w Czelabińsku) – białoruski hokeista pochodzenia rosyjskiego. Reprezentant Białorusi, trzykrotny olimpijczyk. Trener.

## Kariera zawodnicza
- Brockville Braves (1993-1995)
  -  Roanoke Express (1993)
- Flint Generals (1995-1996)
  -  Fort Wayne Komets (1995)
- Las Vegas Thunder (1997)
- Rochester Americans (1997)
- Flint Generals (1997-1998)
- Detroit Vipers (1998)
- Nürnberg Ice Tigers (1998-1999)
- Berlin Capitals (1999-2002)
- Ak Bars Kazań (2002-2003)
- HC Czeskie Budziejowice (2003-2004)
- SKA Sankt Petersburg (2004-2005)
- Saławat Jułajew Ufa (2005-2007)
- Mietałłurg Magnitogorsk (2007-2009)
- Dynama Mińsk (2009-2012)
- Łokomotiw Jarosław (2012)
- Traktor Czelabińsk (2012-2013)
- Awangard Omsk (2013-2014)

Wychowanek i zawodnik rosyjskiego klubu Traktor Czelabińsk. We wrześniu 2012 krótkotrwale zawodnik [Łokomotiwu Jarosław, w barwach którego nie rozegrał spotkania i od października został graczem Traktora Czelabińsk, którym pozostawał do 30 kwietnia 2013. Od października 2013 zawodnik Awangardu Omsk, w barwach którego występował w sezonie KHL (2013/2014). W lutym 2015 ogłosił zakończenie kariery zawodniczej.
Został reprezentantem Białorusi. Uczestniczył w turniejach mistrzostw świata w 1998, 1999, 2000, 2001, 2002, 2003, 2004, 2005, 2006, 2007, 2009, 2010, 2011, 2012, 2014 oraz zimowych igrzysk olimpijskich 1998, 2002, 2010.

## Kariera trenerska
- Reprezentacja Białorusi (2016-2018), asystent trenera
- Dynama Mińsk (2016-2017), trener bramkarzy
- Traktor Czelabińsk (2018-2019), trener bramkarzy
- Dynama Mińsk (2019-2022), trener bramkarzy
- Awtomobilist Jekaterynburg (2022-), trener bramkarzy

Po zakończeniu kariery zawodniczej objął funkcję trenera bramkarzy i asystenta selekcjonera reprezentacji Białorusi, którą pełnił podczas turniejów mistrzostw świata w 2016, 2017, 2018. W lipcu 2016 został także trenerem bramkarzy w Dynamie Mińsk. W październiku 2018 został członkiem sztabu Traktora Czelabińsk. W lipcu 2019 ponownie wszedł do składu mińskiego Dynama. W maju 2022 wszedł do sztabu Awtomobilista Jekaterynburg.

## Sukcesy
Reprezentacyjne

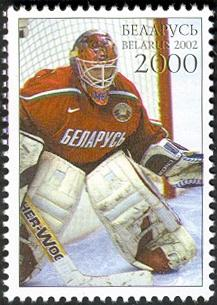
Andriej Miezin na znaczku pocztowym upamiętniającym udział Białorusi na Zimowych Igrzyskach Olimpijskich 2002 w Salt Lake City

- Czwarte miejsce w turnieju zimowych igrzysk olimpijskich: 2002

Klubowe
- Puchar Mistrzów: 2008 z Mietałłurgiem Magnitogorsk
- Puchar Spenglera: 2009 z Dynama Mińsk
- Srebrny medal mistrzostw Rosji: 2013 z Traktorem Czelabińsk

Indywidualne
- CJHL (1994/1995):
  - Pierwszy skład gwiazd
  - Zawodnik roku
- Mistrzostwa Świata w Hokeju na Lodzie 2005:
  - Pierwsze miejsce w klasyfikacji średniej goli straconych na mecz: 1,01
  - Pierwsze miejsce w klasyfikacji skuteczności interwencji: 97,1%
- Mistrzostwa Świata w Hokeju na Lodzie 2006/Elita:
  - Skład gwiazd turnieju
  - Jeden z trzech najlepszych zawodników reprezentacji
- Mistrzostwa Świata w Hokeju na Lodzie 2009/Elita:
  - Drugie miejsce w klasyfikacji średniej goli straconych na mecz: 1,72
  - Drugie miejsce w klasyfikacji skuteczności interwencji: 94,77%
  - Jeden z trzech najlepszych zawodników reprezentacji
  - Najlepszy bramkarz turnieju
  - Skład gwiazd turnieju
- Puchar Spenglera 2009:
  - Skład gwiazd turnieju
- KHL (2009/2010):
  - Mecz Gwiazd KHL
- Mistrzostwa Świata w Hokeju na Lodzie 2010/Elita:
  - Jeden z trzech najlepszych zawodników reprezentacji
- Mistrzostwa Świata w Hokeju na Lodzie 2011/Elita:
  - Jeden z trzech najlepszych zawodników reprezentacji

Wyróżnienia
- Hokeista Roku na Białorusi: 1998, 1999, 2005, 2006
- Zasłużony Mistrz Sportu Republiki Białorusi: 2002[13]